# I’m Not Dead
Az I'm Not Dead Pink negyedik albuma. A felvételek 2005-ben készültek. A lemez az Egyesült Királyságban 2006. április 3-án majd egy nappal rá 2006. április 4-én az Egyesült Államokban  jelent meg. Megjelenése után a MAHASZ eladási listáján eljutott a 9. helyig, továbbá platinalemez lett.

## Dalok
1. Stupid Girls (Pink, Billy Mann, Robin Mortensen Lynch) – 3:17
2. Who Knew (Pink, Max Martin, Lukasz Gottwald) – 3:28
3. Long Way to Happy (Pink, Butch Walker) – 3:49
4. Nobody Knows (Mann, Pink) – 3:59
5. Dear Mr. President (Pink, Mann) közreműködik az Indigo Girls – 4:33
6. I'm Not Dead (Pink, Mann) – 3:46
7. 'Cuz I Can (Pink, Martin, Gottwald) – 3:43
8. Leave Me Alone (I'm Lonely) (Pink, Walker) – 3:18
9. U + Ur Hand (Pink, Martin, Gottwald, Rami) – 3:34
10. Runaway (Pink, Mann) – 4:23
11. The One That Got Away (Pink, Mann) – 4:42
12. I Got Money Now (Pink, Mike Elizondo) – 3:55
13. Conversations with My 13 Year Old Self (Pink, Mann) – 3:50
14. I Have Seen the Rain (featuring James T. Moore) – 3:30
15. Heartbreaker (Pink, Mann, Christopher Rojas) – 3:29 (az amerikai Platinum változaton, továbbá a B oldala a Stupid Girls kislemeznek)
16. Centerfold - 3:18
17. Fingers (Pink, Greg Kurstin, Cathy Dennis) – 3:44
18. U + Ur Hand (Bimbo Jones remix) (US Platinum változat bónusz száma)